# Myrcia bella
Myrcia bella är en myrtenväxtart som beskrevs av Jacques Cambessèdes. Myrcia bella ingår i släktet Myrcia och familjen myrtenväxter. Inga underarter finns listade i Catalogue of Life.